# Henry Mancini
Henry Mancini (16. dubna 1924 Cleveland, Ohio – 14. června 1994 Los Angeles, Kalifornie) byl světově známý americký hudební skladatel, dirigent a aranžér. Proslul hlavně jako skladatel filmové a televizní hudby.
Získal dvacet ocenění Grammy, včetně ceny za celoživotní dílo, které mu bylo uděleno in memoriam v roce 1995. Čtyřikrát získal cenu Americké akademie filmových umění a věd Oscar – dvě sošky si odnesl za film Snídaně u Tiffanyho z roku 1961 (nejlepší hudba a nejlepší filmová píseň – slavná Moon River) a dále za píseň ve filmu Dny vína a růží (1963) a adaptovanou hudbu ve snímku Viktor, Viktorie (1983). Za píseň ve filmu Darling Lili (1971) získal Zlatý glóbus.
Jeho nejznámější prací je ovšem jazzový idiom doprovázející filmovou sérii Růžový panter (The Pink Panther theme). S režisérem této série Blakem Edwarsem dlouhodobě spolupracoval, natočili spolu přes třicet filmů. Celkem napsal hudbu k téměř 250 filmům. Vydal též 85 alb.
Z televizních prací patří k nejznámějším jeho hudba k seriálům Ptáci v trní a Peter Gunn.
Americký filmový institut vyhlásil roku 2000 jeho Moon river za čtvrtou nejlepší filmovou píseň všech dob a jeho hudbu k Růžovému panterovi za dvacátou nejlepší filmovou hudbu.

## Skladatelská filmografie

### Filmy
| 1993 | Syn Růžového Pantera                             |
| 1992 | Tom a Jerry                                      |
| 1991 | Manželské rošády                                 |
|      | Never Forget (TV film)                           |
|      | Proměna                                          |
| 1990 | Můj táta je duch                                 |
|      | Strach                                           |
| 1989 | Mother, Mother                                   |
|      | Peter Gunn (TV film)                             |
|      | Poslední svědek                                  |
|      | S ženami pod kůží                                |
|      | Vítej domů                                       |
| 1988 | Justin Case (TV film)                            |
|      | Není Sherlock jako Holmes                        |
|      | Západ slunce                                     |
| 1987 | Jestliže je úterý, musíme být v Belgii (TV film) |
|      | Schůzka naslepo                                  |
|      | Skleněný zvěřinec                                |
|      | Vražda podle předlohy (TV film)                  |
| 1986 | Pořádný průšvih                                  |
|      | Slavný Myší Detektiv                             |
|      | Takový je život                                  |
| 1985 | Santa Claus                                      |
|      | The Ferret (TV film)                             |
|      | Životní síla                                     |
| 1984 | Harry a syn                                      |
| 1983 | Kletba Růžového pantera                          |
|      | Posedlý krásou                                   |
|      | Second Thoughts                                  |
| 1982 | Better Late Than Never                           |
|      | Stopa Růžového pantera                           |
|      | Viktor, Viktorie                                 |
| 1981 | Cestou necestou                                  |
|      | Condorman                                        |
|      | Drahá maminko                                    |
|      | Trhák                                            |
| 1980 | Panenka pro štěstí                               |
|      | Sezóna proměn                                    |
|      | Shadow Box (TV film)                             |
| 1979 | 10                                               |
|      | Best Place to Be (TV film)                       |
|      | Nightwing                                        |
|      | Zajatec na Zendě                                 |
| 1978 | A Family Upside Down (TV film)                   |
|      | Angela                                           |
|      | Kdo zabíjí nejlepší evropské šéfkuchaře?         |
|      | Pomsta Růžového pantera                          |
|      | Rodinný lékař                                    |
| 1976 | Alex & the Gypsy                                 |
|      | Růžový panter znovu zasahuje                     |
|      | Stříbrný blesk                                   |
|      | W. C. Fields and Me                              |
| 1975 | Blue Knight (TV film)                            |
|      | Návrat Růžového pantera                          |
|      | Once Is Not Enough                               |
|      | Velký Waldo Pepper                               |
| 1974 | 99 and 44/100% Dead                              |
|      | Moskevská romance                                |
|      | The White Dawn                                   |
| 1973 | Drsná Oklahoma                                   |
|      | Thief Who Came to Dinner                         |
| 1971 | The Night Visitor                                |
| 1970 | Darling Lili                                     |
|      | Havajané                                         |
|      | Molly Maguires                                   |
|      | Slunečnice                                       |
|      | Tak mě někdy napadá                              |
| 1969 | Já, Natálie                                      |
|      | Vesele, jen vesele                               |
| 1968 | Večírek                                          |
| 1967 | Dva na cestě                                     |
|      | Gunn                                             |
|      | Čekej do tmy                                     |
| 1966 | Arabeska                                         |
|      | Co jsi dělal za války, taťko?                    |
| 1965 | Moment to Moment                                 |
|      | Velké závody                                     |
| 1964 | Carol for Another Christmas (TV film)            |
|      | Drahoušek                                        |
|      | Komisař Clouseau na stopě                        |
|      | Man's Favorite Sport?                            |
| 1963 | Růžový panter                                    |
|      | Voják v dešti                                    |
|      | Šaráda                                           |
| 1962 | Boston Terrier (TV film)                         |
|      | Dny vína a růží                                  |
|      | Experiment in Terror                             |
|      | Hatari!                                          |
|      | Mr. Hobbs Takes a Vacation                       |
| 1961 | Bachelor in Paradise                             |
|      | Snídaně u Tiffanyho                              |
|      | The Great Impostor                               |
| 1960 | High Time                                        |
| 1959 | Blaulicht - Das Mädchen aus Zelle 7 (TV film)    |
|      | Imitation of Life                                |
|      | Operace Spodnička                                |
| 1958 | Damn Citizen                                     |
|      | Dotek zla                                        |
|      | Flood Tide                                       |
|      | Summer Love                                      |
|      | The Big Beat                                     |
|      | The Thing That Couldn't Die                      |
|      | Voice in the Mirror                              |
| 1957 | Joe Butterfly                                    |
|      | Joe Dakota                                       |
|      | Kelly and Me                                     |
|      | Mister Cory                                      |
|      | Monolith Monsters                                |
|      | Tattered Dress                                   |
|      | The Kettles on Old MacDonald's Farm              |
|      | The Land Unknown                                 |
| 1956 | A Day of Fury                                    |
|      | Congo Crossing                                   |
|      | Everything But the Truth                         |
|      | Francis in the Haunted House                     |
|      | Great Man                                        |
|      | Netvor přichází                                  |
|      | Rock, Pretty Baby                                |
|      | The Kettles in the Ozarks                        |
|      | The Toy Tiger                                    |
|      | World in My Corner                               |
| 1955 | Abbott and Costello Meet the Keystone Kops       |
|      | Abbott and Costello Meet the Mummy               |
|      | Ma and Pa Kettle at Waikiki                      |
|      | One Desire                                       |
|      | Smoke Signal                                     |
|      | So This Is Paris                                 |
|      | Square Jungle                                    |
|      | The Man from Bitter Ridge                        |
|      | The Private War of Major Benson                  |
|      | The Second Greatest Sex                          |
|      | The Spoilers                                     |
|      | This Island Earth                                |
|      | To Hell and Back                                 |
| 1954 | Black Horse Canyon                               |
|      | Border River                                     |
|      | Destry                                           |
|      | Drums Across the River                           |
|      | Fireman Save My Child                            |
|      | Francis Joins the WACS                           |
|      | Ma and Pa Kettle at Home                         |
|      | Netvor z Černé laguny                            |
|      | Příběh Glenna Millera                            |
|      | Rails Into Laramie                               |
|      | Ricochet Romance                                 |
|      | Saskatchewan                                     |
|      | Tanganyika                                       |
|      | The Yellow Mountain                              |
|      | Vzdálená země                                    |
| 1953 | Abbott and Costello Go to Mars                   |
|      | All I Desire                                     |
|      | City Beneath the Sea                             |
|      | Column South                                     |
|      | East of Sumatra                                  |
|      | Girls in the Night                               |
|      | Law and Order                                    |
|      | Návštěva z vesmíru                               |
|      | Seminole                                         |
|      | Take Me to Town                                  |
|      | The Golden Blade                                 |
|      | The Great Sioux Uprising                         |
|      | The Lone Hand                                    |
|      | The Veils of Bagdad                              |
|      | Tumbleweed                                       |
|      | Walking My Baby Back Home                        |
| 1952 | Back at the Front                                |
|      | Horizons West                                    |
|      | Lost in Alaska                                   |
|      | Sally and Saint Anne                             |
|      | The Raiders                                      |

### Televizní seriály
| 1993 | Bistro, Bistro                    |
| 1992 | Julie                             |
| 1983 | Ptáci v trní                      |
| 1982 | Ripley's Believe It or Not!       |
| 1979 | Co-ed Fever                       |
| 1977 | Sanford Arms                      |
| 1976 | Arthur Hailey's the Moneychangers |
|      | Kingston: Confidential            |
|      | What's Happening!!                |
| 1971 | Cade's County                     |
| 1958 | Peter Gunn                        |

### Dokumentární
| 1985 | That's Dancing!   |
| 1978 | Funny Business    |
| 1974 | To je ale zábava! |
| 1973 | Viděno osmi       |
| 1970 | Tajamar           |

## Diskografie (bez soundtracků, neúplná)
- The Versatile Henry Mancini, Liberty LRP 3121
- The Mancini Touch, RCA Victor LSP 2101
- The Blues & the Beat, RCA Victor LSP-2147
- Mr. Lucky Goes Latin, RCA Victor LSP-2360
- Our Man in Hollywood, RCA Victor LSP-2604
- Uniquely Mancini, RCA Victor LSP-2692
- The Best of Mancini, RCA Victor LSP-2693
- Mancini Plays Mancini, RCA Camden CAS-2158
- Concert Sound of Henry Mancini, RCA Victor LSP-2897
- Dear Heart and Other Songs, RCA Victor LSP-2990
- Theme Scene, RCA Victor LSP-3052
- Debut Conducting the Philadelphia Orchestra, RCA Victor LSP-3106
- The Best of, Vol. 3, RCA Victor LSP-3347
- The Latin Sound of Henry Mancini, RCA Victor LSP-3356
- Pure Gold, RCA Victor LSP-3667
- Mancini Country, RCA Victor LSP-3668
- Mancini '67, RCA Victor LSP-3694
- Music of Hawaii, RCA Victor LSP-3713
- Brass on Ivory, RCA Victor LSP-3756
- A Warm Shade of Ivory, RCA Victor LSP-3757
- Big Latin Band, RCA Victor LSP-4049
- Six Hours Past Sunset, RCA Victor LSP-4239
- Theme music from Z & Other Film Music, RCA Victor LSP-4350
- Big Screen-Little Screen, RCA Victor LSP-4630
- Music from the TV Series „The Mancini Generation“, RCA Victor LSP-4689
- Brass, Ivory & Strings (with Doc Severinsen), RCA APL1-0098
- The Theme Scene, RCA AQLI-3052
- Country Gentleman, RCA APD1-0270 (Quadraphonic)
- Hangin' Out, RCA CPL1-0672
- Symphonic Soul, RCA APD1-1025 (Quadraphonic)
- Mancini's Angels, RCA CPL1-2290
- (with Johnny Mathis), The Hollywood Musicals, Columbia FC 40372
- The Pink Panther Meets Speedy Gonzales, Koch Schwann CD
- The Legendary Henry Mancini, BMG Australia 3 CD set

## Seznam soundtracků (neúplný)
- Music from Peter Gunn, RCA Victor LSP 1956
- More music from Peter Gunn, RCA Victor LSP 2040
- Music from Mr. Lucky, RCA Victor LSP 2198
- Bachelor in paradise, Film Score Monthly FSMCD vol. 7 Nr. 18
- Breakfast at Tiffany's, RCA Victor LSP-2362 (česky:Snídaně u Tiffanyho)
- Mr. Hobbs takes a vacation, Intrada special collection vol. 11
- Experiment in Terror, RCA Victor LSP-2442
- Hatari!, RCA Victor LSP-2559
- Charade, RCA Victor LSP-2755
- The Pink Panther, RCA Victor LSP 2795
- The Great Race, RCA Victor LSP-3402
- Arabesque (film), RCA Victor LSP-3623
- What Did You Do in the War, Daddy?, RCA Victor LSP-3648
- Two for the Road, RCA Victor LSP-3802
- Gunn, RCA Victor LSP-3840
- The Party, RCA Victor LSP-3997
- Me, Natalie, Columbia OS 3350
- Visions of Eight, RCA Victor ABL1-0231
- The Great Waldo Pepper, MCA 2085
- Darling Lili, RCA LSPX 1000
- Gaily Gaily, UAS 5202
- The Glass Menagerie, MCA MCAD 6222
- The Great Mouse Detective, Varèse Sarabande VSD 5359
- The Hawaiians, UAS 5210
- Lifeforce, BSXCD 8844
- The Molly Maguires, Bay Cities BCD 3029
- Oklahoma Crude, RCA APL1 0271
- The Party, RCA BVCP 1030
- The Pink Panther strikes again, UA-LA 694
- Revenge of the Pink Panther, EMI 791113-2
- Santa Claus - The Movie, EMI SJ 17177
- Silver Streak, Intrada special collection vol. 5
- Sometimes a great notion, Decca DL 79185
- Son of the Pink Panther, Milan 21-16461-2
- Sunflower, SLC SLCS 7035
- The thief who came to dinner, WB BS 2700
- The Thorn Birds, Varèse Sarabande 30206 65642 8
- Tom and Jerry - The Movie, MCA MCD 10721
- Touch of evil, Movie Sound MSCD 401
- Victor/Victoria, GNP Crescendo GNPD 8038
- W.C. Fields and me, MCA 2092
- Who is killing the great chefs of Europe, Epic SE 35692
- Music from Condorman, 1981